# WSRH
WSRH (skrót od Wyższa Szkoła Robienia Hałasu) – polski zespół muzyczny wykonujący hip-hop. Powstał w 2008 roku z inicjatywy poznańskich raperów Shelleriniego i Słonia.

## Dyskografia
Albumy
| 2008                                   | Wyższa Szkoła Robienia Hałasu - Data: 21 kwietnia 2008 - Wytwórnia: brak (nielegal) | – | - POL: 2 000+ |
| 2009                                   | Unhuman Mixtape - Data: 24 października 2009 - Wytwórnia: Unhuman                   | – |               |
| 2012                                   | Szkoła wyrzutków - Data: 7 kwietnia 2012 - Wytwórnia: Unhuman Familia               | 5 |               |
| 2014                                   | Blendtape - Data: 4 kwietnia 2014 - Wytwórnia: Unhuman                              | – |               |
| „–” oznacza, że album nie był notowany |                                                                                     |   |               |

Minialbumy
| 2008                                   | Mistrz tu jest (remix EP gośc. Kobra/Fataem) - Data: 2008                       | –  |
| 2016                                   | Czarne Słońce – Świt - Data: 9 grudnia 2016 - Wytwórnia: WSRH/My Music          | 14 |
| 2017                                   | Czarne Słońce: Zenit - Data: 19 maja 2017 - Wytwórnia: WSRH/My Music            | 1  |
| 2017                                   | Czarne Słońce: Zmierzch - Data: 13 października 2017 - Wytwórnia: WSRH/My Music | 4  |
| „–” oznacza, że album nie był notowany |                                                                                 |    |

Single
| Rok  | Tytuł                                      | Album           |
| ---- | ------------------------------------------ | --------------- |
| 2009 | „Rap znad Warty 2” (gośc. Koni)            | Unhuman Mixtape |
| 2009 | „Rock & Roll” (gośc. RR Brygada, DJ Decks) | Unhuman Mixtape |

Występy gościnne
| Rok  | Utwór | Album                                                 |
| ---- | --- | ----------------------------------------------------- |
| 2009 | „Jestem z miasta” (Onar, gościnnie: WSRH, Paluch)                                                                         | Jeden na milion                                       |
| 2010 | „Podziemnie” (Paluch, gościnnie: WSRH)                                                                                    | Bezgranicznie oddany                                  |
| 2010 | „Szatańskie wersety” (Pih, gościnnie: WSRH, Kaczor)                                                                       | Dowód rzeczowy nr 1                                   |
| 2012 | „Niesiemy prawdę 2” (Chada, gościnnie: Bonson, Pih, HST, WSRH, South Blunt System)                                        | Jeden z Was                                           |
| 2012 | „Świry” (Tewu, gościnnie: WSRH)                                                                                           | Epidemia                                              |
| 2013 | „Anioły i demony” (Bezczel, gościnnie: WSRH)                                                                              | A.D.H.D                                               |
| 2013 | „Drużyna mistrzów” (oraz Bosski Roman, Webster, Kamil P.R.J, Wysoki Lot, Zarys Zdarzeń, KaeN, Młody Bosski, NON Koneksja) | Drużyna mistrzów 2: Sport, muzyka, pasja (kompilacja) |
| 2014 | „Czarno na białym” (White House, gościnnie: Pih, WSRH)                                                                    | Kodex 5 Elements                                      |

## Teledyski
| Rok  | Utwór                                                    | Reżyseria / Realizacja | Album                         |
| ---- | -------------------------------------------------------- | ---------------------- | ----------------------------- |
| 2008 | „Mistrz tu jest” (gościnnie: Kobra)                      | 87 Crew                | Wyższa Szkoła Robienia Hałasu |
| 2008 | „Reprezentant”                                           | Flow Media             | Wyższa Szkoła Robienia Hałasu |
| 2009 | „Rap znad Warty” (gościnnie: Koni)                       | 2strefa video          | Unhuman Mixtape               |
| 2010 | „Absolwent”                                              | Michał Sterzyński      | Unhuman Mixtape               |
| 2012 | „Niżej podpisani”                                        | 4zero4                 | Szkoła wyrzutków              |
| 2012 | „Hitchcock”                                              | Smoła Studio           | Szkoła wyrzutków              |
| 2012 | „(Prawie) Normalne życie” (gościnnie: Koni)              | InSane Film Studio     | Szkoła wyrzutków              |
| 2012 | „Nie przyszliśmy tu by przegrać” (gościnnie: Pih, Chada) | Dwaem Media Group      | Szkoła wyrzutków              |

## Nagrody i wyróżnienia
| Rok  | Kategoria                         | Nagroda                            | Uwagi      | Źródła |
| ---- | --------------------------------- | ---------------------------------- | ---------- | ------ |
| 2010 | Artysta Roku 2009                 | Podsumowanie 2009/Poznanskirap.com | 3. miejsce | [ 31 ] |
| 2010 | Album Roku 2009 (Unhuman Mixtape) | Podsumowanie 2009/Poznanskirap.com | 6. miejsce | [ 31 ] |
| 2013 | Album roku (Szkoła wyrzutków)     | Podsumowanie 2012/Poznanskirap.com | 4. miejsce | [ 32 ] |
| 2013 | Artysta/zespół roku               | Podsumowanie 2012/Poznanskirap.com | 4. miejsce | [ 33 ] |
| 2013 | Teledysk roku („Niżej podpisani”) | Podsumowanie 2012/Poznanskirap.com | 3. miejsce | [ 34 ] |
| 2013 | Teledysk roku („Hitchcock”)       | Podsumowanie 2012/Poznanskirap.com | 9. miejsce | [ 34 ] |